# Bellegem
Bellegem es una sección de la ciudad belga de Cortrique, en la Provincia de Flandes Occidental. Hasta 1977, era una pueblo en sí misma.

## Geografía
Bellegem limita con las siguientes ubicaciones: Cortrique (sección municipal), Zwevegem (sección municipal), Sint -Denijs, Kooigem, Dottignies y Rollegem.
El pueblo está situado a unos cinco kilómetros al sur del centro de la ciudad de Courtrai.

## Economía
Dos fábricas de cerveza se encuentran en el territorio de la localidad: Bockor y Facon.

## Cultura
El pueblo cuenta con dos círculos dramáticos, una para adultos (De Gebroken Spiegel), y el otro para los jóvenes (Scherven).
Bellegem también tiene dos bandas sinfónicas: la Koninklijke Harmonie Sint-Leonardszonen y la Jeugdharmonie Fantasia  (para jóvenes) agrupadas las dos bandas en la Muziekvereniging Bellegem (Asociación Musical de Bellegem).

## Deportes
El club de fútbol oficial de Bellegem es el White Star Bellegem.

## Personalidades nacidas en Bellegem
- Germain Derijcke (1929-1978), ciclista profesional.
- Willy Bocklant (1941-1985), ciclista profesional.

## Galería de imágenes

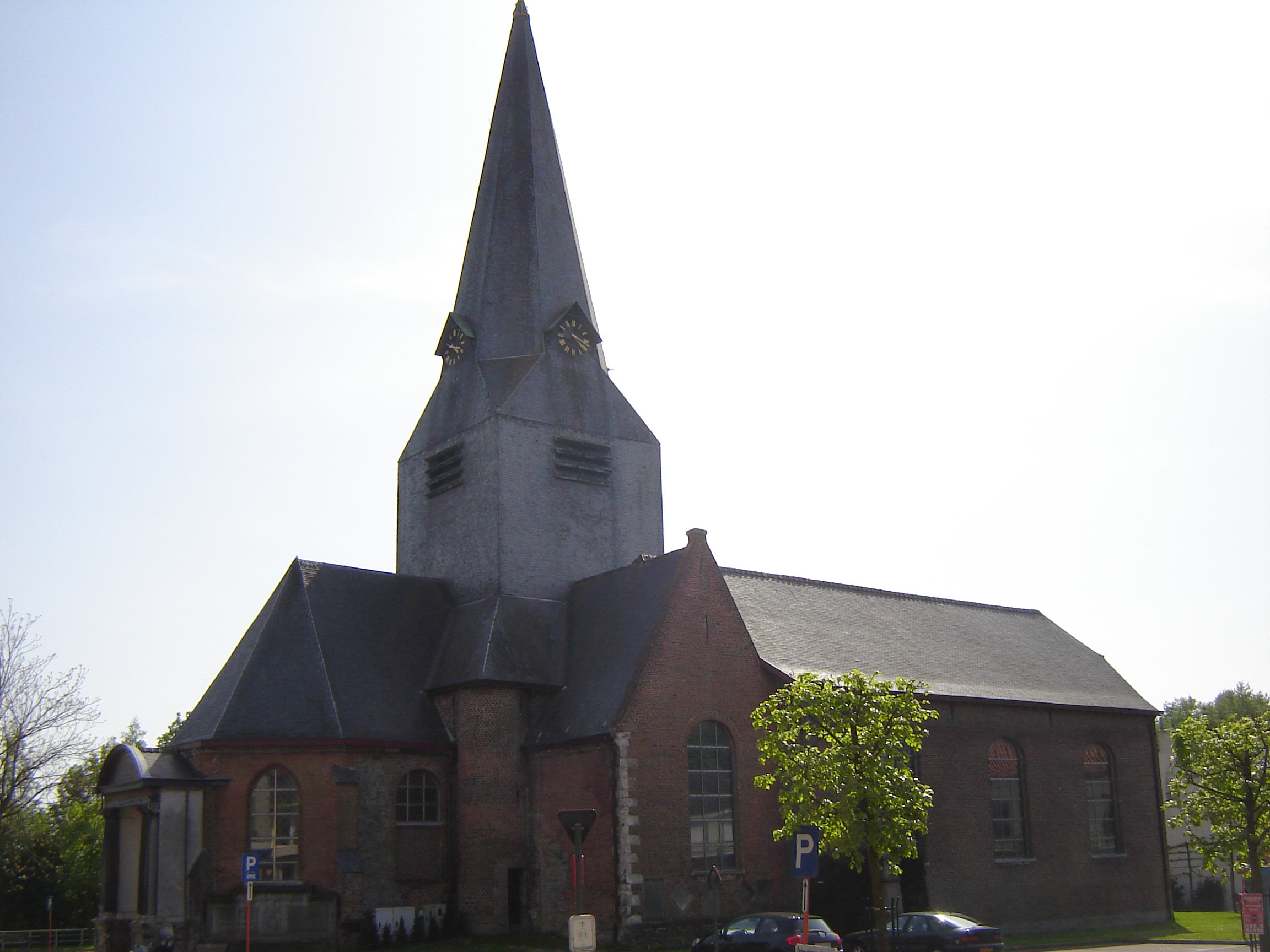
San-Amanduskerk
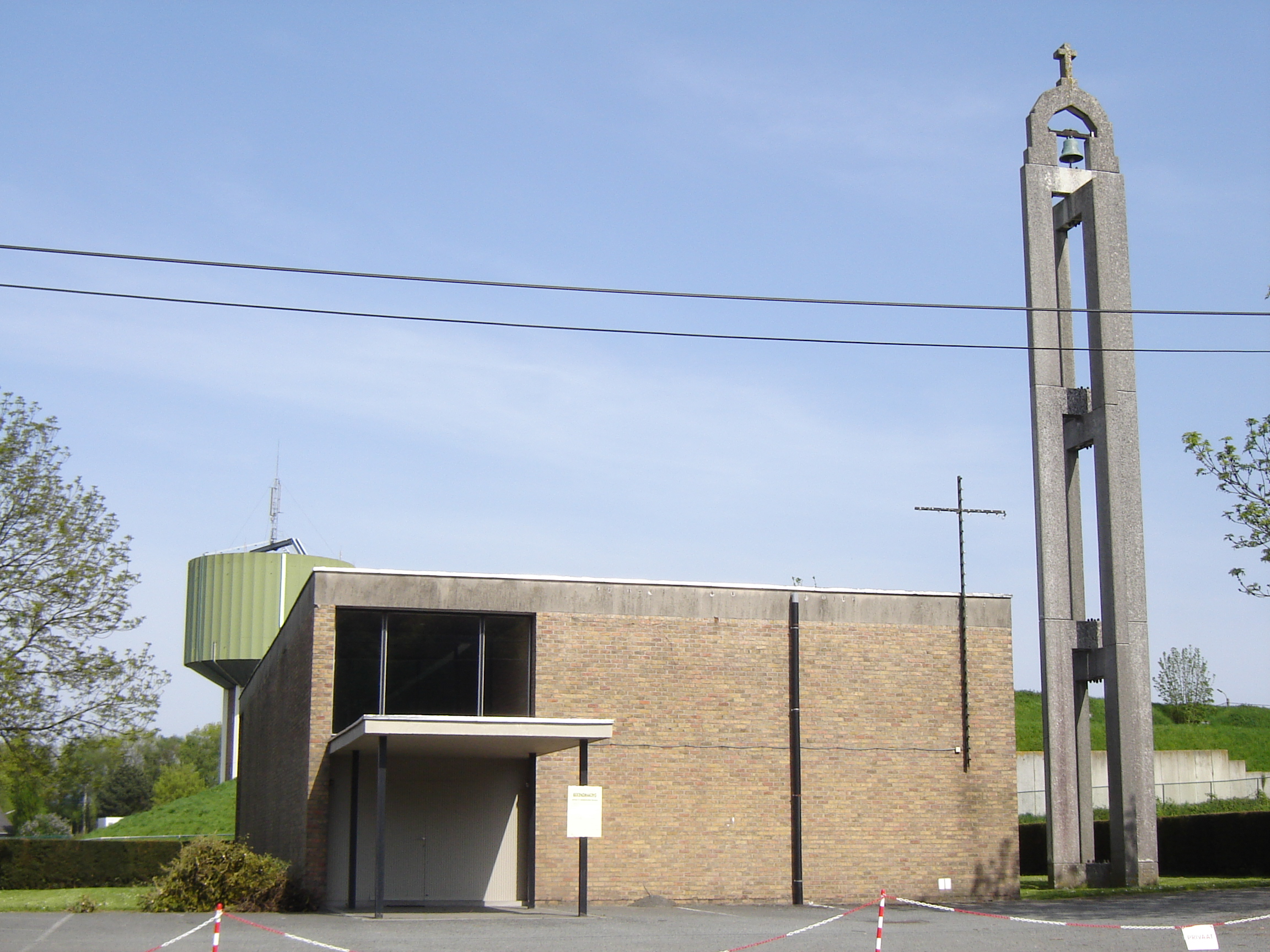
San-Augustin
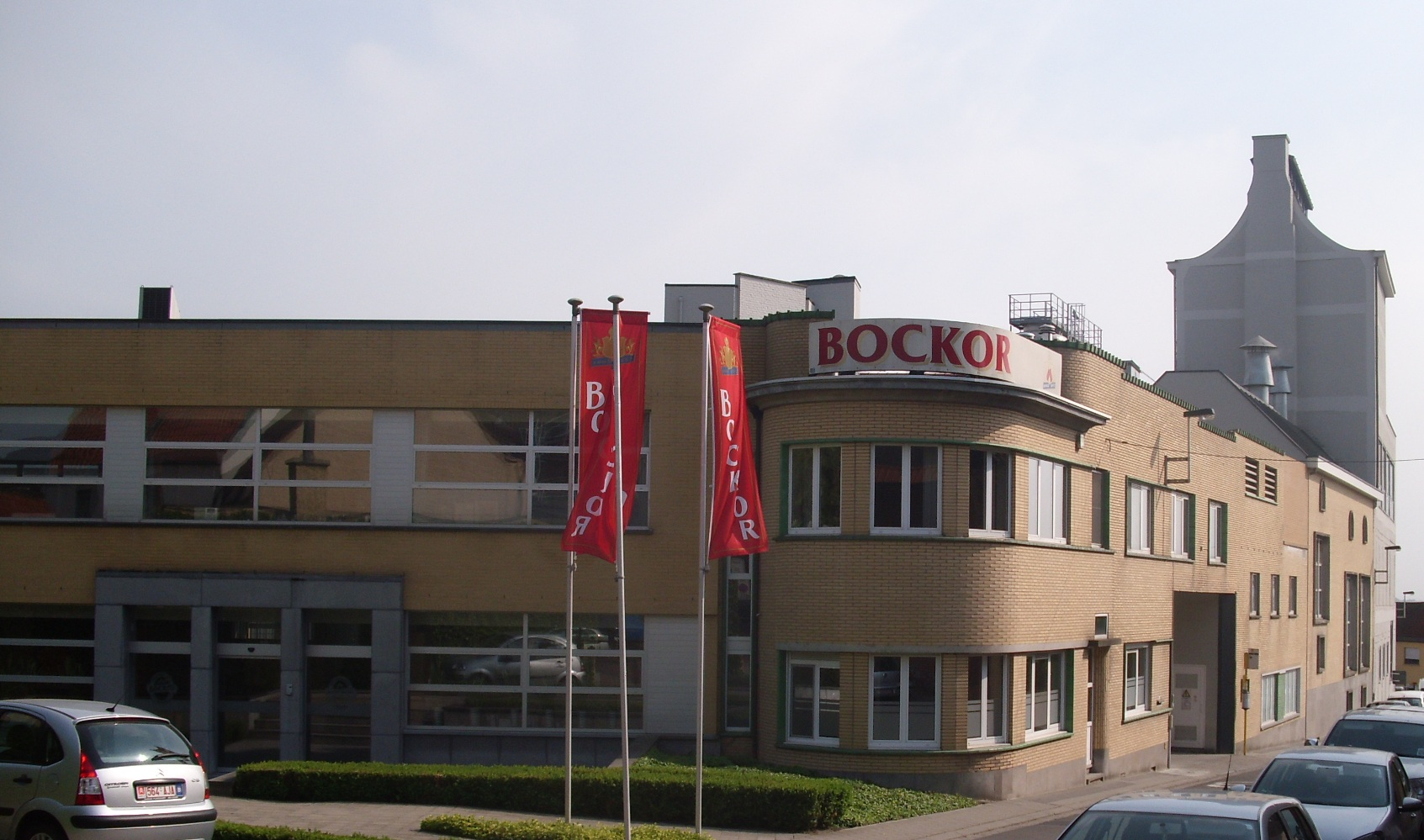
Cervecería Bockor
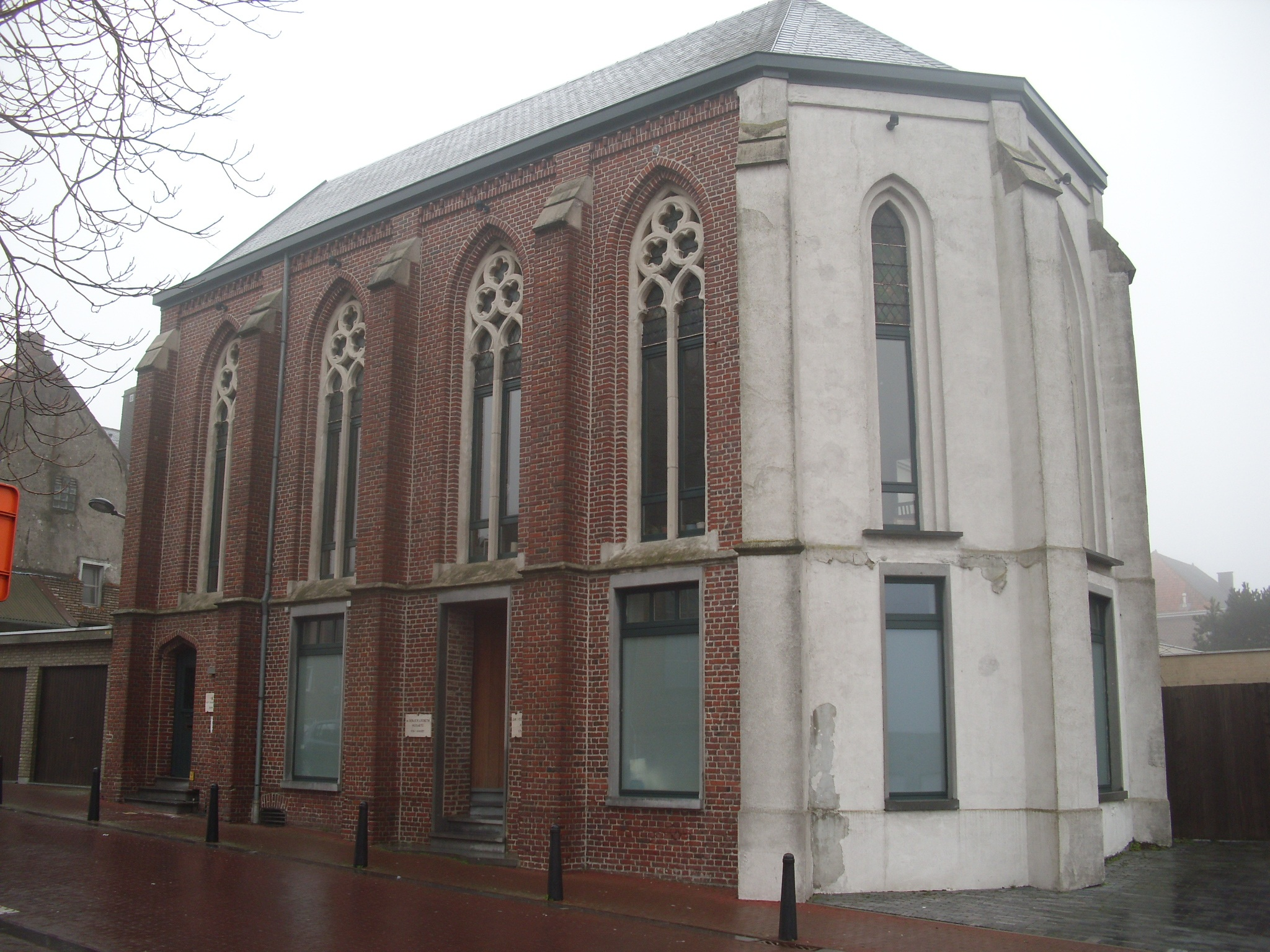
Ex capilla de un convento que en la actualidad es un Bed and breakfast (B&B)